# Márcio Rodrigues Araújo
Márcio Rodrigues Araújo (São Luís, 11 giugno 1984) è un ex calciatore brasiliano, di ruolo centrocampista.

## Caratteristiche tecniche
È un mediano.

## Carriera

### Club
È cresciuto nelle giovanili del Corinthians Alagoano.

## Statistiche

### Presenze e reti nei club
Statistiche aggiornate al 21 novembre 2017.
| Stagione                | Squadra                 | Campionato              | Campionato | Campionato | Coppe nazionali | Coppe nazionali | Coppe nazionali | Coppe continentali | Coppe continentali | Coppe continentali | Altre coppe | Altre coppe | Altre coppe | Totale | Totale | Totale |
| Stagione                | Squadra                 | Comp                    | Pres       | Reti       | Comp            | Pres            | Reti            | Comp               | Pres               | Reti               | Comp        | Pres        | Reti        | Pres   | Reti   |        |
| ----------------------- | ----------------------- | ----------------------- | ---------- | ---------- | --------------- | --------------- | --------------- | ------------------ | ------------------ | ------------------ | ----------- | ----------- | ----------- | ------ | ------ | ------ |
| 2003                    | Atlético Mineiro        | A+MIN                   | 1+0        | 0          | CB              | 0               | 0               |                    | -                  | -                  |             | -           | -           | 1      | 0      |        |
| 2004                    | Atlético Mineiro        | A+MIN                   | 0+1        | 0          | CB              | 0               | 0               |                    | -                  | -                  |             | -           | -           | 1      | 0      |        |
| 2005                    | Guarani                 | A+PAU                   | 35+0       | 1+0        | CB              | 0               | 0               |                    | -                  | -                  |             | -           | -           | 35     | 1      |        |
| 2006                    | Atlético Mineiro        | A+MIN                   | 8+0        | 1+0        | CB              | 0               | 0               |                    | -                  | -                  |             | -           | -           | 8      | 1      |        |
| 2007                    | Atlético Mineiro        | A+MIN                   | 0+2        | 0          | CB              | 0               | 0               |                    | -                  | -                  |             | -           | -           | 2      | 0      |        |
| 2007                    | Kashiwa Reysol          | J1                      | 5          | 0          | CJ+CI           | 4+0             | 0               |                    | -                  | -                  |             | -           | -           | 9      | 0      |        |
| 2008                    | Atlético Mineiro        | A+MIN                   | 35+14      | 2+1        | CB              | 8               | 3               | CS                 | 2                  | 0                  |             | -           | -           | 59     | 6      |        |
| 2009                    | Atlético Mineiro        | A+MIN                   | 26+17      | 2+2        | CB              | 5               | 0               |                    | -                  | -                  |             | -           | -           | 48     | 4      |        |
| Totale Atlético Mineiro | Totale Atlético Mineiro | Totale Atlético Mineiro | 104        | 8          |                 | 13              | 3               |                    | 2                  | 0                  |             | -           | -           | 119    | 11     |        |
| 2010                    | Palmeiras               | A+PAU                   | 33+16      | 2+0        | CB              | 7               | 0               | CS                 | 8                  | 0                  |             | -           | -           | 64     | 2      |        |
| 2011                    | Palmeiras               | A+PAU                   | 35+20      | 0+1        | CB              | 7               | 0               | CS                 | 1                  | 0                  |             | -           | -           | 63     | 1      |        |
| 2012                    | Palmeiras               | A+PAU                   | 28+19      | 1+0        | CB              | 10              | 0               | CS                 | 3                  | 0                  |             | -           | -           | 60     | 1      |        |
| 2013                    | Palmeiras               | B+PAU                   | 35+16      | 0+3        | CB              | 2               | 0               | CL                 | 8                  | 0                  |             | -           | -           | 61     | 3      |        |
| Totale Palmeiras        | Totale Palmeiras        | Totale Palmeiras        | 202        | 7          |                 | 26              | 0               |                    | 20                 | 0                  |             | -           | -           | 248    | 0      |        |
| 2014                    | Flamengo                | A+CAR                   | 32+9       | 2+1        | CB              | 6               | 0               |                    | -                  | -                  |             | -           | -           | 47     | 3      |        |
| 2015                    | Flamengo                | A+CAR                   | 33+16      | 0          | CB              | 7               | 0               |                    | -                  | -                  |             | -           | -           | 56     | 0      |        |
| 2016                    | Flamengo                | A+CAR                   | 36+9       | 0          | CB              | 0               | 0               | CS                 | 3                  | 0                  | PL          | 3           | 0           | 51     | 0      |        |
| 2017                    | Flamengo                | A+CAR                   | 27+10      | 0          | CB              | 5               | 0               | CL+CS              | 6+3                | 0                  | PL          | 4           | 0           | 55     | 0      |        |
| Totale carriera         | Totale carriera         | Totale carriera         | 518        | 19         |                 | 61              | 3               |                    | 34                 | 0                  |             | 7           | 0           | 620    | 22     |        |

## Palmarès

### Club

#### Competizioni nazionali
- Coppa del Brasile: 1

Palmeiras: 2012
- Campionato brasiliano di seconda divisione: 1

Palmeiras: 2013

#### Competizioni statali
- Campionato Carioca: 2

Flamengo: 2014, 2017